# 雅罗斯拉夫·布格尔
雅罗斯拉夫·布格尔（捷克語：Jaroslav Burgr，1906年3月7日—1986年9月15日），捷克男子足球运动员，司职后卫。他曾代表捷克斯洛伐克国家队参加1934年和1938年国际足联世界杯，其中1934年世界杯获得亚军。